# Johann Leopold Burkhardt
Johann Leopold Burkhardt (auch Leopold Burkhardt; oder Johann Leopold Burkhart, * 1673 in Bärringen, Westböhmen; †  23. Juni 1741 in Elbogen, Westböhmen) war ein deutscher Orgelbauer in Böhmen.

## Leben
Sein  Vater Maurizius Burkhardt stand in Bärringen (Pernink) in Diensten des badischen Markgrafen und siedelte dann nach Elbogen (Loket) um. Der Sohn  Leopold war dort bei dem Orgelbauer Abraham Starck tätig und eröffnete später eine eigene Orgelbauwerkstatt in Elbogen.

## Werke (Auswahl)
Leopold Burkhardt baute Orgeln vor allem in Westböhmen.
| Jahr      | Ort                           | Gebäude                                                  | Bild                  | Manuale | Register | Bemerkungen                                                                                     |
| --------- | ----------------------------- | -------------------------------------------------------- | --------------------- | ------- | -------- | ----------------------------------------------------------------------------------------------- |
| 1717      | Němčice (Předslav)            | Mariä Himmelfahrt kirche                                 | Němčice červenec 2024 | II/P    | 12       | 2018–2024 restauriert/rekonstruiert                                                             |
| um 1719   | Manetin (Manětín)             | Schlosskirche Johannes der Täufer                        |                       | II/P    | 13       | erhalten, 2023 restauriert → Orgel                                                              |
| um 1720   | Neumarkt (Úterý)              | St. Johannes der Täufer                                  |                       | I/P     | 10       | 2009–2011 restauriert/rekonstruiert durch Rudolf Valenta → Orgel                                |
| 1725      | Elbogen (Loket)               | St. Wenzel                                               |                       | II/P    | 12       | erhalten                                                                                        |
| 1726      | Schlaggenwald (Horní Slavkov) | St. Anna                                                 |                       | I       | 6        | 1843 erweitert auf I/P, 8                                                                       |
| 1726–1728 | Kladrau (Kladruby)            | Klosterkirche Mariä Himmelfahrt                          |                       | II/P    | 24       | erhalten → Orgel                                                                                |
| 1726–1728 | Kladrau (Kladruby)            | Klosterkirche Mariä Himmelfahrt                          |                       | II/P    | 13       | Chororgel, transferiert in die Kollegiatkirche zu Allerheiligen (Burgkapelle, Hradschin / Prag) |
| 1729      | Tabor (Tábor)                 | Dekanatskirche zur Verklärung Christi auf dem Berg Tabor |                       | II/P    | 21       | erhalten: Gehäuse                                                                               |
| 1732      | Plan (Planá)                  | Wallfahrtskirche St. Anna                                |                       | II/P    | 12       | erhalten                                                                                        |